# 2008 год в спорте
Список 2008 год в спорте описывает спортивные события, произошедшие в 2008 году.

## Баскетбол
- Московский ЦСКА стал победителем Евролиги 2007/2008.

## Лёгкая атлетика
- Чемпионат мира по лёгкой атлетике в помещении 2008
- Чемпионат мира по полумарафону

## Олимпийские игры
- С 8 по 24 августа в Пекине прошли 29-е летние Олимпийские игры.

## Фигурное катание
- С 16 по 23 марта в Гётеборге проходил чемпионат мира по фигурному катанию.

## Футбол
- Чемпионат Европы по футболу 2008

## Хоккей
- С 2 по 18 мая в Квебеке прошёл чемпионат мира по хоккею с шайбой.